# نبرد تانوریس
نبرد تانوریس یا نبرد مایندوس، نبردی بین نیروهای امپراتوری روم شرقی تحت فرماندهی بلیساریوس و کوتز و شاهنشاهی ساسانی به فرماندهی شاهزاده خشایار در تابستان ۵۲۸ میلادی بود که نزدیک قلعه دارا در شمال میان‌رودان به وقوع پیوست.
آغازگر این نبرد در ابتدا ارتش ساسانی بود که به نیروهای رومی که در حال ساخت قلعه بودند یورش برد. ارتش بیزانس شکست خورد اما بلیساریوس موفق شد فرار کند و ارتش ساسانی تمام قلعه را ویران کرد. این نبرد هر چند با پیروزی ایرانیان همراه بود، اما ارتش ساسانی خسارت سنگینی را متحمل شد که این موضوع باعث ناراحتی قباد پادشاه ایران شد.

## زمینه
پس از مرگ امپراتور ژوستین یکم در ۵۲۷، جانشین او ژوستینین مصمم به ادامه جنگ علیه امپراتوری ساسانی بود. او بلیساریوس را به عنوان مجیستر میلیتوم (فرمانده ارتش) در شرق منصوب کرد و وی را مسئول تقویت موقعیت‌های بیزانس و ساخت یک قلعه جدید در نزدیکی قلع دارا برای حفاظت از منطقه در برابر یورش‌های ساسانیان کرد. منطقهٔ تانوریس (تل تُنیْنیر امروزی در استان حسکه سوریه) به نظر جای مناسبی برای ایجاد یک شهر و قلعه نظامی بود. به همین دلیل رومیان ساخت قلعه در این منطقه را شروع کردند.

## نبرد
در همین زمان، یک ارتش ایرانی تحت رهبری شاهزاده خشایار با ۳۰٬۰۰۰ سرباز به بین‌النهرین حمله کرد. با مشاهده این حمله، دیگر واحدهای بیزانسی و متحدین غسانی به نیروهای بلیساریوس ملحق شدند تا از کارگران رومی که به ساخت قلعه مشغول بودند، محافظت کنند.
هنگامی که عملیات ساختمانی در حال پیشرفت بود، ارتش ایران از جا حمله را از سر گرفت و با وجود تلاش نیروهای متحد بیزانسی، ایرانیان توانستند به دیوارها نزدیک شوند و از آن‌ها نیز عبور کنند.
بلیساریوس سعی کرد با سواره‌نظام خود ضد حمله کند، اما شکست خورد و دستور عقب‌نشینی به قلعه دارا را داد.
پایان جنگ برای ارتش روم فاجعه بار بود. بلیساریوس توانست فرار کند، اما دو فرمانده کشته و سه نفر اسیر شدند. 
جبالح چهارم بن الحرث حاکم غسانی نیز که تحت فرمان بلیساریوس بود، از اسب خود افتاد و توسط ایرانی‌ها کشته شد.
سرنوشت کوتز نیز نامعلوم است. پروکوپیوس می‌نویسد: که او را اسیر کرده‌اند و دیگر هرگز ندیده‌اند؛ در حالی که زکریاس رتور می‌نویسد که او کشته شده‌است.

## عواقب
پس از نبرد، بنای نیمه ساختهٔ این دژ جدید در دست ایرانی‌ها افتاد و سپس آن‌ها را نابود کردند. ارتش بیزانس به قلعه دارا عقب‌نشینی کرد، اما تعدادی از پیاده‌نظام در راه از تشنگی مردند.
با وجود پیروزی ساسانیان، ایرانی‌ها متحمل خسارت‌های سنگینی شدند و سپس عقب‌نشینی کردند. از دست دادن ۵۰۰ نفر از گارد امپراطوری، پادشاه ایران را خشمگین ساخت و با وجود پیروزی شاهزاده خشایار، او پس از جنگ اعتبار خود را نزد قباد از دست داد.
امپراتوری بیزانس، نیروهای بیشتری را برای تقویت استحکامات مرزی در رها، دیاربکر، کنستانتیا، و برویا (حلب) اعزام کرد. ژوستینین همچنین ارتشی را برای حمله به ایران اعزام کرد، اما با آغاز زمستان و سرما، عملیات متوقف شد.